# 8146 Джимбел
8146 Джимбел (8146 Jimbell) — астероїд головного поясу, відкритий 28 листопада 1983 року.
Тіссеранів параметр щодо Юпітера — 3,260.